# Białopole (gromada)
Białopole – dawna gromada, czyli najmniejsza jednostka podziału terytorialnego Polskiej Rzeczypospolitej Ludowej w latach 1954–1972.
Gromady, z gromadzkimi radami narodowymi (GRN) jako organami władzy najniższego stopnia na wsi, funkcjonowały od reformy reorganizującej administrację wiejską przeprowadzonej jesienią 1954 do momentu ich zniesienia z dniem 1 stycznia 1973, tym samym wypierając organizację gminną w latach 1954–1972.
Gromadę Białopole z siedzibą GRN w Białopolu utworzono – jako jedną z 8759 gromad na obszarze Polski – w powiecie hrubieszowskim w woj. lubelskim na mocy uchwały nr 8 WRN w Lublinie z dnia 5 października 1954. W skład jednostki weszły obszary dotychczasowych gromad Białopole wieś, Białopole kol., Buśno, Kicin, Teresin i Zabudnowo ze zniesionej gminy Białopole w tymże powiecie. Dla gromady ustalono 17 członków gromadzkiej rady narodowej.
1 stycznia 1962 do gromady Białopole włączono obszar zniesionej gromady Raciborowice, wieś Busieniec ze zniesionej gromady Jarosławiec oraz wsie Tuchanie, Radziejów i Grobelki ze zniesionej gromady Siedliszcze w tymże powiecie.
Gromada przetrwała do końca 1972 roku, czyli do kolejnej reformy gminnej. 1 stycznia 1973 w powiecie hrubieszowskim reaktywowano gminę Białopole (od 1999 gmina Białopole znajduje się w powiecie chełmskim w woj. lubelskim).